# 拉特岛 (阿拉斯加州)

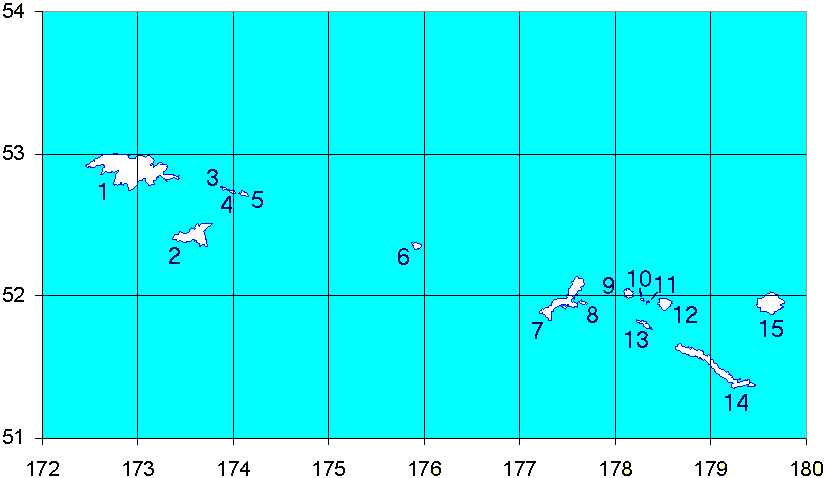
拉特島是編號第13號島嶼。

拉特岛（英語：Rat Island，阿留申语：Hawadax）也叫“老鼠岛”，是美国阿拉斯加州西南部拉特群岛（阿留申群岛的一部分）中的一座无人定居的小岛，面积26.7平方千米。当地阿留申人称该岛为哈瓦迏克斯。1780年，因一艘日本海船搁浅，船上的挪威鼠跑到岛上，成为入侵物种，后人因此将它改称拉特岛（意即“老鼠岛”)。这是阿拉斯加第一次出现老鼠。老鼠的肆虐威胁了生态平衡，使很多海鸟灭绝。2008年，美国政府在拉特岛上发动了一场被叫做“自然保护和岛屿保护”大规模灭鼠行动。至2009年6月，活着的老鼠已无法看到，有部分海鸟开始在岛上筑巢。

## 外部連結
- Rat Island Invasive Rat Eradication Project Environmental Assessment
- Rat Island: Block 1140, Census Tract 1, Aleutians West Census Area, Alaska United States Census Bureau